# Radiocentrum avalonense
Radiocentrum avalonense е вид коремоного от семейство Oreohelicidae. Видът е критично застрашен от изчезване.

## Разпространение
Разпространен е в САЩ.